# Il Grande Io
Il Grande Io - Confessioni di un adulto in prova (The True Confessions of Adrian Albert Mole) è il terzo libro della scrittrice Sue Townsend pubblicato nel 1989 con protagonista Adrian Mole e raccoglie i diari di Adrian Mole, Sue Townsend (autrice del libro) e Margaret Roberta.
La storia riprende dal 1984 al 1989. Adrian adesso ha quasi 18 anni e conduce ancora una vita incasinata. Il suo amore verso Pandora continua. Va a vivere per un po' di tempo a Mosca con il suo cane (1985) e continua la sua corrispondenza con il suo amico americano Hamish, si innamora di Sarah Ferguson (1986) e scrive delle lettere di corrispondenza con Barry Kent, adesso in carcere (1987). Si fidanza con una ragazza di nome Sharon nel 1988 e va a lavorare in biblioteca, per poi essere licenziato dalla sua datrice di lavoro dopo le critiche pesanti rivolte a Jane Austen. Nell'estate del 1989 va a lavorare al Dipartimento per la tutela dell'ambiente. Intanto Pandora si sposa con un ragazzo con il solo piacere di essere sposata. 

## Edizioni
- Sue Townsend, Il grande io, traduzione di C. Brovelli, collana Narrativa, Sperling & Kupfer, 2007,  p. 177, ISBN 88-200-4216-9.